# Fachadas del Palacio de Figueroa (Edificio del Casino)
Las fachadas del Palacio de Figueroa se sitúan en las calles Concejo y Zamora de Salamanca y pertenecen a un edificio construido a mediados del siglo XVI y que recibe los nombres de Palacio de Figueroa, Palacio de los Maldonados de Amatos o Casino (por su actual uso).
El palacio fue construido por don Juan Rodríguez de Figueroa  atribuyéndose la autoría a Rodrigo Gil de Hontañón por su semejanza con  otros edificios del arquitecto en Salamanca. En concreto la portada sigue el mismo diseño que la del palacio de Garci-Grande y el encuadramiento de las ventanas es idéntico al del Palacio Fonseca (La Salina).
El palacio fue restaurado en 1933 viéndose alterada su estructura y el patio interior.